# Dirty, Dirty Feeling
Dirty, Dirty Feeling ("Sucio, sucio sentimiento") es una canción mezcla de rock and roll y  rhythm and blues compuesto por la legendaria dupla de Jerry Leiber y Mike Stoller, popularizada en los medios por Elvis Preskey quien la grabó tras su regreso de cumplir el servicio militar en Alemania. La canción se editó en el exitoso álbum de 1960 Elvis Is Back!  que alcanzó el primer puesto en la lista UK Albums Chart y el dos en la estadounidense Billboard 200  y por otro lado, el tema formó parte de varios sencillos y EP. incluyendo la versión digital de Elvis Greatest Hits vol 1 de Spotify. En las listas musicales de Ultratop de Bélgica Dirty, Dirty Feeling se convirtió en tendencia el mismo año del lanzamiento al mercado del álbum Elvis Is Back! 

## Grabación
No pasó demasiado tiempo desde que Elvis regresara a los Estados Unidos de su período en el servicio militar en Alemania, para que los compromisos laborales lo llevaran nuevamente a ingresar en un estudio de grabación, en este caso el legendario estudio B de la compañía RCA en Nashville, Tennessee, donde Presley grabó el tema Dirty, Dirty Feeling el 3 de abril de 1960.
Este sería uno de los últimos temas que Elvis registraría de los compositores Jerry Leiber y Mike Stoller durante la década de 1960, con la excepción de alguna nueva versión de temas que ya había grabado previamente, como Hound Dog o Jailhouse Rock, debido a que por desacuerdos de su mánager, el llamado "coronel" Tom Parker que pretendía que los compositores firmasen un contrato en blanco, lo cual produjo un gran malestar en ellos al punto de que finalmente éstos optaron por renunciar definitivamente a continuar trabajando para el personal que administraba a Elvis. 
Durante las sesiones, participaron dos bateristas diferentes, por un lado D. J. Fontana, quien había acompañado a Elvis prácticamente desde los inicios de su carrera musical, y por el otro lado el baterista Hank Garland.

### Músicos
- Elvis Presley - voz y guitarra acústica rítmica
- Hank Garland - guitarra eléctrica
- Scotty Moore - guitarra eléctrica
- Bob Moore - bajo
- Floyd Cramer - piano
- Boots Randolph - saxofón
- D. J. Fontana - batería
- Buddy Harman - batería
- The Jordanaires - coros

## Letra

Dibujo de ortada de "Elvis Gratest Hits vol.1"

Mediante un recurrente uso de las metáforas, la letra habla sobre la manera en que se siente el protagonista al levantarse a la mañana de su cama y descubrir que su novia se ha marchado, lo cual hace que comience a emerger en él un sentimiento sucio, acorde a sus propias palabras 
Acorde a lo expresado por el vulnerado joven, en el pasado él la había ayudado oportunamente cuando ella necesitó de alguien y eso motivó a que al haber cortado posteriormente su relación con él, este sintiera que ella quebró una especie de código moral que suponía que existía en su relación.

Luego de la partida de su amada, el joven comienza a averiguar acerca del paradero de ella y descubre que ella ya había tenido previamente las mismas tendencias fugitivas y que ahora ella está trabajando como cocinera en el otro lado de la ciudad, dato que él toma en cuenta porque pretende ir a buscarla y traerla de regreso aunque una vez más vuelve a expresar que desde su interior está surgiendo un sentimiento sucio, sucio ya que él casi se golpea contra el techo cuando se despertó y vio que ella se había ido. 
I've got a dirty, dirty feelin'
Dirty feelin's goin' on
You know I almost hit the ceilin'
When I woke up and you were gone
I took you in when you were hungry
And now your cuttin' out on me
I'm gonna help you little darlin'

That ain't the way it's gonna be

## Portada
La gran mayoría de las ediciones donde se incluyó la canción Dirty, Dirty Feeling mostraban imágenes de portada de Elvis en primer plano, luciendo un corte de cabello con jopo aunque sin las patillas largas como usaba en la década anterior, que correspondían a su etapa posterior al ejército, como bien puede verse en la portada del álbum Elvis Is Back! o incluso en alguna de las ediciones del EP Fever cuya imagen también se utilizó en el álbum Pot Luck.  En otras, se utilizó la foto de contratapa de Elvis Is Back! donde se mostraba a Presley con su traje de soldado. 

## Listas
| Listas           | Año  | Posición alcanzada |
| ---------------- | ---- | ------------------ |
| Ultratop Bélgica | 1960 | Tip                |

## Ediciones
- Elvis Is Back! (álbum) RCA 1960
- Fever (EP) RCA Victor 1962 [9]
- I Feel That I've Known You Forever  (EP) RCA 1965 [10] [11]
- 100 Super Rocks (álbum) RCA 1976 [12]
- From Nashville To Memphis - The Essential 60's Masters   (álbum) RCA 2010 [13]